# No Voy a Mentirte
No Voy A Mentirte é o segundo álbum de estúdio da cantora e compositora argentina Daniela Herrero. Foi lançado nodia 25 de março de 2003 pela Sony Music. Por conta de sua grande repercussão do primeiro álbum, Daniela acabou conquistando um grande número de fãs e admiradores pelo seu trabalho, e conseguiu sua primeira Certificação de Ouro pela CAPIF com a vendagem de mais de 20 mil cópias de seu disco. As canções que mais se destacaram no álbum foram "Cada Vez", "Fuera de Mi Tiempo" e "Noche de Verano", sendo a primeira canção, "Cada Vez" se tornando hit nacional do ano, e ficando em primeira colocação nas paradas musicais da Argentina. A canção "Noche de Veraño" é cantada inteiramente em inglês.

## Faixas
| Edição padrão |                      |                |         |  |
| N.º           | Título               | Compositor(es) | Duração |  |
| 1.            | "Cada Vez"           |                | 2:48    |  |
| 2.            | "Tu Sonrisa"         |                | 3:07    |  |
| 3.            | "No Me Busques Más"  |                | 3:08    |  |
| 4.            | "Por Tí"             |                | 3:49    |  |
| 5.            | "Noche de Veraño"    |                | 3:51    |  |
| 6.            | "Veo Veo"            |                | 3:32    |  |
| 7.            | "Todo El Tiempo"     |                | 3:44    |  |
| 8.            | "Mi Último As"       |                | 3:44    |  |
| 9.            | "No Voy A Mentirte"  |                | 4:01    |  |
| 10.           | "Fuera de Mi Tiempo" |                | 2:44    |  |
| 11.           | "Hasta Que Llegues"  |                | 3:04    |  |
| 12.           | "Vas y Víenes"       |                | 3:09    |  |

### Videoclipe
- "Cada Véz"

## Certificação
| País              | Certificação | Vendas  |
| ----------------- | ------------ | ------- |
| Argentina - CAPIF | Ouro         | 20.000+ |

## Curiosidades
- Na época em que Daniela Herrero lançou seu segundo álbum de estúdio, também estreou como atriz na telenovela Costumbres Argentinas, no canal Telefe, o canal de maior IBOPE na televisão argentina.
- Em 2004, ganhou o "Prêmio Gardel na Música" como "Melhor Álbum de uma Artista Feminina". Ainda no mesmo ano, aparesentou-se no Luna Park e Gran Rex, onde conquistou novos admiradores de seu trabalho.